# バックス (小惑星)
バックス (2063 Bacchus) は、アポロ群の小惑星である。1977年4月24日に、パロマー天文台においてチャールズ・トーマス・コワルが発見した。ローマ神話の神バックス（バッカス）にちなんで命名された。
1996年3月に、この小惑星の形状を明らかにするために、ゴールドストーン天文台 (en) においてジェット推進研究所 (JPL) の科学者スティーヴン・オストロ (en) と ランス・ベンナー (en) の主導でレーダー天文学的分析が行われた
。
また、ペトル・プラヴェツ (en)、マレク・ヴォルフ (en)、レンカ・シャロウノヴァー (en) らによって、1996年の3月から4月にかけて光学的観測が行われた。
この小惑星の大きさはおよそ 2.6 × 1.1 × 1.1 km ほどで、双葉型をしており、Q型小惑星に分類されている。